# Selección de fútbol sala de Eslovaquia
La selección de fútbol sala de Eslovaquia es el equipo que representa al país en la Copa Mundial de fútbol sala de la FIFA, en la Eurocopa de fútbol sala y en otros torneos de la especialidad; y es controlado por la Asociación Eslovaca de Fútbol.

## Estadísticas

### Copa Mundial de Futsal FIFA
| Copa Mundial de fútbol sala de la FIFA | Copa Mundial de fútbol sala de la FIFA | Copa Mundial de fútbol sala de la FIFA | Copa Mundial de fútbol sala de la FIFA | Copa Mundial de fútbol sala de la FIFA | Copa Mundial de fútbol sala de la FIFA | Copa Mundial de fútbol sala de la FIFA | Copa Mundial de fútbol sala de la FIFA |
| Año                                    | Ronda                                  | J                                      | G                                      | E                                      | P                                      | GF                                     | GC                                     |
| -------------------------------------- | -------------------------------------- | -------------------------------------- | -------------------------------------- | -------------------------------------- | -------------------------------------- | -------------------------------------- | -------------------------------------- |
| 1989                                   | No participó                           | No participó                           | No participó                           | No participó                           | No participó                           | No participó                           | No participó                           |
| 1992                                   | No participó                           | No participó                           | No participó                           | No participó                           | No participó                           | No participó                           | No participó                           |
| 1996                                   | No clasificó                           | No clasificó                           | No clasificó                           | No clasificó                           | No clasificó                           | No clasificó                           | No clasificó                           |
| 2000                                   | No clasificó                           | No clasificó                           | No clasificó                           | No clasificó                           | No clasificó                           | No clasificó                           | No clasificó                           |
| 2004                                   | No clasificó                           | No clasificó                           | No clasificó                           | No clasificó                           | No clasificó                           | No clasificó                           | No clasificó                           |
| 2008                                   | No clasificó                           | No clasificó                           | No clasificó                           | No clasificó                           | No clasificó                           | No clasificó                           | No clasificó                           |
| 2012                                   | No clasificó                           | No clasificó                           | No clasificó                           | No clasificó                           | No clasificó                           | No clasificó                           | No clasificó                           |
| 2016                                   | No clasificó                           | No clasificó                           | No clasificó                           | No clasificó                           | No clasificó                           | No clasificó                           | No clasificó                           |
| 2021                                   | No clasificó                           | No clasificó                           | No clasificó                           | No clasificó                           | No clasificó                           | No clasificó                           | No clasificó                           |
| Total                                  | 0/9                                    | -                                      | -                                      | -                                      | -                                      | -                                      | -                                      |

### Eurocopa de Fútbol Sala
| Eurocopa de Fútbol Sala | Eurocopa de Fútbol Sala | Eurocopa de Fútbol Sala | Eurocopa de Fútbol Sala | Eurocopa de Fútbol Sala | Eurocopa de Fútbol Sala | Eurocopa de Fútbol Sala | Eurocopa de Fútbol Sala |
| Año                     | Ronda                   | J                       | G                       | E                       | P                       | GF                      | GC                      |
| ----------------------- | ----------------------- | ----------------------- | ----------------------- | ----------------------- | ----------------------- | ----------------------- | ----------------------- |
| 1996                    | No participó            | No participó            | No participó            | No participó            | No participó            | No participó            | No participó            |
| 1999                    | No clasificó            | No clasificó            | No clasificó            | No clasificó            | No clasificó            | No clasificó            | No clasificó            |
| 2001                    | No clasificó            | No clasificó            | No clasificó            | No clasificó            | No clasificó            | No clasificó            | No clasificó            |
| 2003                    | No clasificó            | No clasificó            | No clasificó            | No clasificó            | No clasificó            | No clasificó            | No clasificó            |
| 2005                    | No clasificó            | No clasificó            | No clasificó            | No clasificó            | No clasificó            | No clasificó            | No clasificó            |
| 2007                    | No clasificó            | No clasificó            | No clasificó            | No clasificó            | No clasificó            | No clasificó            | No clasificó            |
| 2010                    | No clasificó            | No clasificó            | No clasificó            | No clasificó            | No clasificó            | No clasificó            | No clasificó            |
| 2012                    | No clasificó            | No clasificó            | No clasificó            | No clasificó            | No clasificó            | No clasificó            | No clasificó            |
| 2014                    | No clasificó            | No clasificó            | No clasificó            | No clasificó            | No clasificó            | No clasificó            | No clasificó            |
| 2016                    | No clasificó            | No clasificó            | No clasificó            | No clasificó            | No clasificó            | No clasificó            | No clasificó            |
| 2018                    | No clasificó            | No clasificó            | No clasificó            | No clasificó            | No clasificó            | No clasificó            | No clasificó            |
| 2022                    | Cuartos de final        | 4                       | 1                       | 1                       | 2                       | 13                      | 13                      |
| Total                   | 1/12                    | 4                       | 1                       | 1                       | 2                       | 13                      | 13                      |

### Mundialito
| Mundialito de Fútbol Sala | Mundialito de Fútbol Sala | Mundialito de Fútbol Sala | Mundialito de Fútbol Sala | Mundialito de Fútbol Sala | Mundialito de Fútbol Sala | Mundialito de Fútbol Sala | Mundialito de Fútbol Sala | Mundialito de Fútbol Sala |
| Año                       | Ronda                     | J                         | G                         | E                         | P                         | GF                        | GC                        | DIF                       |
| ------------------------- | ------------------------- | ------------------------- | ------------------------- | ------------------------- | ------------------------- | ------------------------- | ------------------------- | ------------------------- |
| 1994                      | No participó              | No participó              | No participó              | No participó              | No participó              | No participó              | No participó              | No participó              |
| 1995                      | No participó              | No participó              | No participó              | No participó              | No participó              | No participó              | No participó              | No participó              |
| 1996                      | No participó              | No participó              | No participó              | No participó              | No participó              | No participó              | No participó              | No participó              |
| 1998                      | No participó              | No participó              | No participó              | No participó              | No participó              | No participó              | No participó              | No participó              |
| 2001                      | No participó              | No participó              | No participó              | No participó              | No participó              | No participó              | No participó              | No participó              |
| 2002                      | No participó              | No participó              | No participó              | No participó              | No participó              | No participó              | No participó              | No participó              |
| 2006                      | No participó              | No participó              | No participó              | No participó              | No participó              | No participó              | No participó              | No participó              |
| 2007                      | Finalista                 | 4                         | 2                         | 0                         | 2                         | 13                        | 14                        | –1                        |
| 2008                      | No participó              | No participó              | No participó              | No participó              | No participó              | No participó              | No participó              | No participó              |
| Total                     | 1/9                       | 4                         | 2                         | 0                         | 2                         | 13                        | 14                        | -1                        |

## Jugadores

### Última convocatoria
Lista de jugadores para la Eurocopa de fútbol sala de 2022:
| No. | Pos. | Jugador         | Fecha de nacimiento (edad)        | Apa. | Goles | Club                    |
| --- | ---- | --------------- | --------------------------------- | ---- | ----- | ----------------------- |
| 2   | POR  | Marek Karpiak   | 28 de diciembre de 1997 (27 años) |      |       | SK Slavia Praha         |
| 12  | POR  | Richard Oberman | 7 de julio de 1994 (30 años)      |      |       | Podpor pohyb Košice     |
| 5   | DEF  | Gabriel Rick    | 17 de noviembre de 1988 (36 años) |      |       | SK Interobal Plzeň      |
| 7   | DEF  | Martin Směřička | 25 de agosto de 1994 (30 años)    |      |       | MIMEL Lučenec           |
| 9   | DEF  | Peter Kozár     | 17 de noviembre de 1986 (38 años) |      |       | SK Interobal Plzeň      |
| 10  | DEF  | Martin Doša     | 18 de julio de 1992 (32 años)     |      |       | FK Chrudim              |
| 13  | DEF  | Anton Brunovský | 3 de septiembre de 1989 (35 años) |      |       | MIMEL Lučenec           |
| 16  | DEF  | Tomáš Drahovský | 7 de octubre de 1992 (32 años)    |      |       | Industrias Santa Coloma |
| 4   | DEL  | Peter Serbin    | 19 de febrero de 1989 (36 años)   |      |       | MIMEL Lučenec           |
| 6   | DEL  | Matúš Ševčík    | 23 de mayo de 2000 (24 años)      |      |       | SK Slavia Praha         |
| 8   | DEL  | Martin Zdráhal  | 12 de marzo de 1993 (31 años)     |      |       | SK Interobal Plzeň      |
| 11  | DEL  | Patrik Zaťovič  | 9 de julio de 1993 (31 años)      |      |       | Piast Gliwice           |
| 14  | DEL  | Daniel Čeřovský | 19 de febrero de 1998 (27 años)   |      |       | MIMEL Lučenec           |
| 17  | DEL  | Dominik Ostrák  | 16 de abril de 1997 (27 años)     |      |       | MIMEL Lučenec           |